# Le Professeur Calculus
Le Professeur Calculus est un spectacle de théâtre de marionnettes québécois en 50 épisodes de 30 minutes diffusée entre le 30 janvier 1960 et le 17 juin 1961 sur la Télévision de Radio-Canada.

## Synopsis
« Tout ne va pas pour le mieux dans le monde fabuleux des Crépinus. Le bon professeur Calculus, savant d’une distraction légendaire, s’est mis en tête de pacifier le pays. Mais il a fort à faire et rencontre beaucoup de mauvaise volonté, surtout de la part du méchant professeur Microbos. Calculus fréquente aussi un collègue, M. Herman, et le gentil Fricassé, voleur de son état. Évidemment, il ne sort jamais sans être accompagné de son valet Tricorne et de son autruche Isabelle. ».
Tiré du Répertoire des séries, feuilletons et téléromans québécois de 1952 à 1992 de Jean-Yves Croteau, publié par Les Publications du Québec en 1993.

## Comédiens et Artisans
- Paule Bayard : manipulateur
- Jean Boisjoli : manipulateur
- Paul Buissonneau : le roi Pistachio VI
- André Cailloux : le professeur Calculus
- Charles Daudelin : manipulateur
- Louise Daudelin : manipulateur
- Louis de Santis : manipulateur
- Marc Favreau : Tricorne
- Micheline Gérin : Isabelle
- Paul Hébert : voix
- Monic Normandin : voix
- Gilles Rochette : voix

Les marionnettes ont été fabriquées par Edmondo Chiodini et la costumière est Marielle Constantineau.
Source: le télé-horaire La Semaine à Radio-Canada, semaine du 20 au 26 février 1960, pages 2 et 3.  Lire également : « Les marionnettes ont : un palais à Radio-Canada », Claire (bimensuel), 1er juin 1960, Vol. IV, No 10,  pages 10 et 11, texte signé M. T., Éditeur : Jeunesse Étudiante Catholique (JEC), Montréal, 32 pages.

## Titres des épisodes
Diffusion originale
Le premier épisode fut diffusé le samedi 30 janvier 1960 de 14:00 à 14:30. Aucun synopsis disponible.
1. Marionnettes. Texte : Roger Garand. Calculus, Tricorne et Isabelle sont enfermés dans la grande salle du palais royal. Réussiront-ils l’épreuve du coffret magique qui leur assurerait la liberté et l’amitié du roi et de la reine. Diffusion : le samedi 13 février 1960, à 14:00.
2. Marionnettes. Texte : Roger Garand. Les voix de Marc Favreau, Micheline Gérin, André Cailloux, Paul Buissonneau et Gilles Rochette. Hermann, pour se venger du roi qui l’a fait chasser du pays des Cacahuètes, essaie de jouer un tour à nos amis Calculus, Tricorne et Isabelle. Diffusion : le samedi 27 février 1960, à 14:00.
3. Marionnettes. Texte : Roger Garand. Le roi Pistachio veut faire mourir Hermann qui l’a trahi une fois de plus; mais le professeur Calculus intercède en sa faveur et il est sauvé. Diffusion : le samedi 5 mars 1960, à 14:00.
4. Marionnettes. Texte : Roger Garand. Hermann et Fricasé tiennent la reine des Cacahuètes en captivité. Diffusion : le samedi 12 février 1960, à 14:00.
5. Marionnettes. Texte : Roger Garand. Le professeur Calculus veut visiter l’arbre mystérieux dont il est question dans le grand livre du pays des Cacahuètes. Diffusion : le samedi 26 mars 1960, à 14:00.
6. Marionnettes. Texte : Roger Garand. Hermann et Fricasé ont décidé de s’emparer des clefs qui ouvriront les portes de la chambre du trésor. André Cailloux, Marc Favreau, Micheline Gérin, Paul Buissonneau, Monic Normandin, Gilles Rochette et Paul Hébert. Diffusion : le samedi 2 avril 1960, à 14:00.
7. Marionnettes. Texte : Roger Garand. Hermann et Fricasé sont prisonniers dans la tour de l’arbre mystérieux. Ils sont menacés par une araignée et un serpent venimeux. Diffusion : le samedi 9 avril 1960, à 14:00.
8. Marionnettes. Texte : Roger Garand. Le professeur Calculus et ses amis réussiront-ils à trouver la chambre au trésor? Diffusion : le samedi 16 avril 1960, à 14:00.
9. Marionnettes. Texte : Roger Garand. Le professeur Calculus, Tricorne et Isabelle quittent le pays des Cacahuètes pour se rendre au pays des Lactifus, où d’autres aventures les attendent. André Cailloux, Marc Favreau, Micheline Gérin, Paul Buissonneau, Monic Normandin, Gilles Rochette et Paul Hébert. Diffusion : le samedi 23 avril 1960, à 14:00.
10. Le professeur Calculus, Tricorne et Isabelle on quitté le pays des Cacahuètes pour arriver au pays des Lactifus; ceux-ci sont en guerre avec les Crèmifus et nos amis vont se trouver, bien malgré eux, à participer à cette guerre d’une façon bien inattendue. André Cailloux, Marc Favreau, Micheline Gérin, Robert Rivard, Monic Normandin et Luc Durand. Diffusion : le samedi 30 avril 1960, à 14:00.
11. Les Lactifus et les Cremifus sont en guerre et nos amis se trouvent, bien malgré eux, pris dans cet engrenage. André Cailloux, Marc Favreau, Micheline Gérin, Paul Buissonneau, Monic Normandin-David et Gilles Rochette. Diffusion : le samedi 14 mai 1960, à 14:00.
12. Texte : Roger Garand. La guerre continue entre Lactifus et Crèmifus. Isabelle a avalé le liquide de la Bêtise; qui lui arrivera-t-il? Diffusion : le samedi 28 mai 1960, à 16:30.
13. Texte : Roger Garand. La guerre continue toujours entre les Lactifus et les Crèmefus. Dernier épisode de la saison. Diffusion : le samedi 4 juin 1960, à 16:30.
14. le premier épisode de la saison 1960-1961 a été diffusé le samedi 12 novembre, à 11:00. Aucun synopsis disponible.
15. Le Professeur Calculus et ses amis devront détruire le Dragon du feu pour parvenir au Pays fantastique. Diffusion : le samedi 18 février 1961, à 11:00.
16. Calculus, à bord de sa fusée, tente de se débarrasser de la turbine atomique qui menace de lui sauter en pleine figure. Diffusion : le samedi 10 juin 1961, à 13:30.
Le dernier épisode fut diffusé le samedi 17 juin 1961, à 13:30. Aucun synopsis disponible.

Rediffusion
1. « Au pays des cacahuètes ». (diffusé mardi, le 8 juin 1971, à 10:30)

Source: La Semaine à Radio-Canada et Ici Radio-Canada - horaire de la télévision

## Commentaires
Il ne faut pas confondre avec le Professeur Cuthbert Calculus qui est le nom anglais du personnage du Professeur Tryphon Tournesol de la série Les Aventures de Tintin.